# Xã Campbell, Quận Emmons, Bắc Dakota
Xã Campbell (tiếng Anh: Campbell Township) là một xã thuộc quận Emmons, tiểu bang Bắc Dakota, Hoa Kỳ. Năm 2010, dân số của xã này là 65 người.